# Lambeoceras
Lambeoceras — викопний рід головоногих молюсків вимерлого ряду Actinocerida, що існував в ордовицькому періоді (450—445 млн років тому). Скам'янілі рештки представників роду знайдені у США та Канаді.

## Види
- Lambeoceras armstrongi
- Lambeoceras baffinense
- Lambeoceras montrealense
- Lambeoceras nudum
- Lambeoceras rotundum